# Oliver Smith (Szenenbildner)
Oliver Lemuel Smith (* 13. Februar 1918 in Waupun, Wisconsin; † 23. Januar 1994 in New York City, New York) war ein US-amerikanischer Bühnenbildner und -produzent am Broadway mit gelegentlichen Ausflügen zum Filmmusical der 1950er Jahre.

## Leben und Wirken

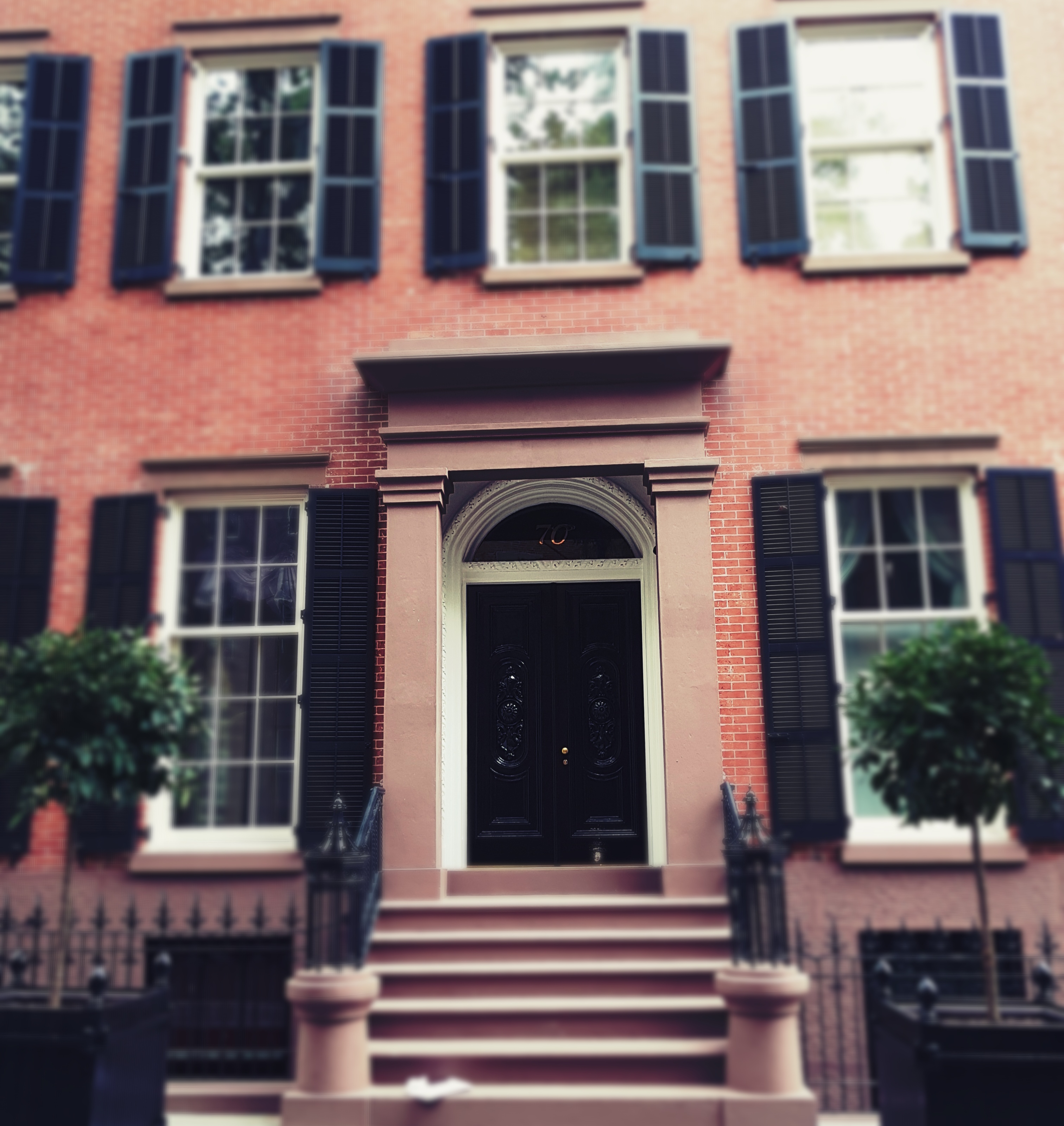
Brooklyn Heights, 70 Willow Street

Smith hatte in der zweiten Hälfte der 1930er Jahre seine künstlerische Ausbildung erhalten und war anschließend zum Theater gestoßen. Seit 1942 ist er als Bühnenbildner am Broadway in New York nachweisbar; sein Spezialgebiet wurden zunächst Operetten- und Musicalausstattungen wie zu Rosalinda, The New Moon, Rhapsody und die Ur-New Yorker Geschichte On the Town, die er auch produzierte. Als von mehreren dieser Theateraufführungen in Hollywood, beginnend mit On the Town, zwischen 1949 und 1959 Verfilmungen angefertigt wurden, holte man Smith gelegentlich zu Rate oder ließ ihn auch die Filmbauten herstellen. Für seine Entwürfe zu Schwere Jungs – leichte Mädchen (1955) erhielt er, gemeinsam mit seinen beiden Kollegen Joseph C. Wright und Howard Bristol, eine Oscar-Nominierung.
Trotz alledem blieb Smith stets in erster Linie ein Mann des Theaters. Dort stattete er später bisweilen auch dramatische Aufführungen jenseits des Musiktheaters aus. Seine Rückkehr zum Film in den 70er Jahren besaß nur noch Gastspielcharakter. 1970 stellte er die Dokumentation „Bernstein in London: Verdi‘s Requiem“ her, 1976 war er beratend beim Tänzerinnenfilm Am Wendepunkt mit Shirley MacLaine und Anne Bancroft aktiv. Nahezu zeitgleich (1976/77) wurden seine im Lincoln Center hergestellten Produktionen der Ballettinszenierungen von Giselle, Schwanensee und Der Nussknacker für das amerikanische Fernsehen aufbereitet.
Oliver Smith erwarb 1953 das 1839 erbaute Haus 70 Willow Street in Brooklyn Heights, in dem er bis zu seinem Tod lebte. Ab Mai 1956 vermietete er die Souterrain-Wohnung an den befreundeten Schriftsteller Truman Capote, der dort bis 1965 wohnte. Es wurde 2012 für den Preis von 12 Millionen US-Dollar verkauft.

## Theaterarbeit
als Bühnenbildner, wenn nicht anders angegeben
| - 1942–1944: Rosalinda - 1944: The New Moon - 1944: Rhapsody - 1944–1946: On the Town (auch Produktion) - 1945–1946: Billion Dollar Baby (auch Produktion) - 1946: No Exit (nur Produktion) - 1946–1947: Beggar‘s Holiday - 1947–1948: Brigadoon - 1947–1949: High Button Shoes - 1948: Me and Molly (nur Produktion) - 1949–1950: Miss Liberty - 1949–1951: Gentlemen Prefer Blondes (auch Produktion) - 1950: Brigadoon - 1951–1952: Paint Your Wagon - 1953: Pal Joey - 1954: The Burning Glass - 1954: Carousel - 1956–1962: My Fair Lady - 1956–1957: Mr. Wonderful - 1956–1958: Auntie Mame - 1957: Eugenia - 1957–1959: West Side Story - 1957–1959: Jamaica - 1958–1960: Flower Drum Song - 1959–1960: Destry Rides Again | - 1959–1963: The Sound of Music - 1960–1961: A TaThe Sound of Musicste of Honey - 1960–1961: Becket - 1960–1963: Camelot - 1961–1964: Mary, Mary - 1961–1962: The Night of the Iguana - 1962: Romulus - 1963–1967: Barefoot in the Park - 1964–1970: Hello, Dolly! - 1964–1967: Luv - 1965: Baker Street - 1965–1967: The Odd Couple - 1965–1968: Cactus Flower - 1968–1970: Plaza Suite - 1969–1971: Last of the Red Hot Lovers - 1972: Lost in the Stars - 1973: The Women - 1973–1974: Gigi - 1978: First Monday in October - 1979: Carmelina - 1980–1981: Lunch Hour - 1982–1983: 84 Charing Cross Road - 1984: The Golden Age - 1989–1990: Jerome Robbins‘ Broadway |

## Filmografie
Filmarchitekt
- 1953: Vorhang auf! (The Band Wagon, nur Szenenbild der Musiknummern)
- 1955: Oklahoma!
- 1955: Schwere Jungs – leichte Mädchen (Guys and Dolls)
- 1959: Porgy und Bess (Porgy and Bess)